# مجموعه ورزشی پانزده خرداد کرمانشاه

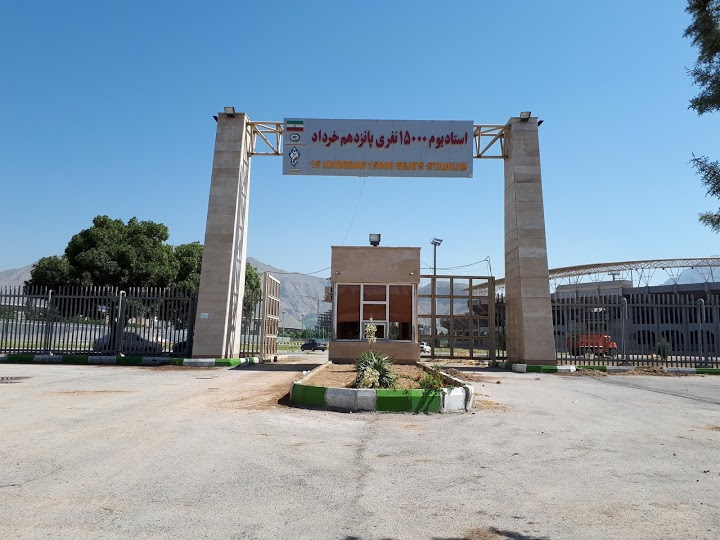
ورودی مجموعۀ ورزشی پانزده خرداد کرمانشاه

مجموعه ورزشی پانزده خرداد کرمانشاه یک مجموعۀ ورزشی در شهر کرمانشاه است. این مجموعۀ ورزشی در حال حاضر شامل ورزشگاه پانزده خرداد برای رشته‌های ورزشی فوتبال و دو و میدانی و نیز یک پیست اسکیت است. ۷ پروژۀ ورزشی دیگر این مجموعه همچنان در مرحلۀ ساخت هستند.

احداث این مجموعۀ ورزشی از سال ۱۳۸۲ خورشیدی شروع شده و هنوز به طور کامل به اتمام نرسیده‌است. زمین فوتبال و پیست دو و میدانی این مجموعه که در مکان ورزشگاه پانزده خرداد کرمانشاه قرار دارند، در ۲۲ بهمن ۱۳۹۳ افتتاح شده‌است. مجموعۀ ورزشی ۱۵ خرداد کرمانشاه در بلوار شهید بهشتی جنب پارک شاهد و روبه‌روی موزه منطقه‌ای غرب کشور واقع شده است.

## زمین فوتبال و دو و میدانی

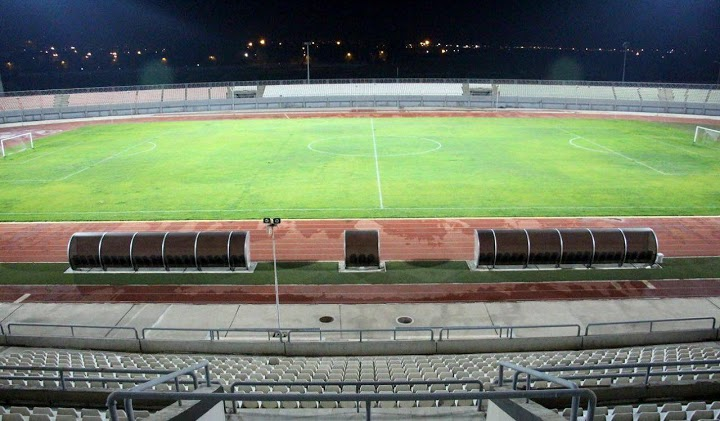
زمین چمن و پیست دو و میدانی ورزشگاه پانزده خرداد

ساخت ورزشگاه ۱۵ هزار نفری مجموعۀ ورزشی پانزده خرداد،‌ در سال ۱۳۸۱ با تخریب پیست اسب‌دوانی آغاز شد و در ۲۲ بهمن ۱۳۹۳ به بهره‌برداری رسید. این ورزشگاه با ۱۵ هزار نفر ظرفیت تماشاگر بزرگترین استادیوم در استان کرمانشاه محسوب می‌شود. از این ورزشگاه برای مسابقات فوتبال و رشته‌های دو و میدانی استفاده می‌شود.

## پیست اسکیت
پیست اسکیت این مجموعه ورزشی به بهره‌برداری رسیده، اما محوطه و سکوی تماشاگران آن در دست ساخت است. به گفتۀ رئیس هیأت اسکیت کرمانشاه این پیست استانداردترین پیست اسکیت در ایران و اولین پیست اسکیتی است که با استانداردهای بین‌المللی ساخته شده و می‌تواند میزبان رقابت‌های بین‌المللی باشد.

## زمین‌های تنیس
مجموعۀ ورزشی ۱۵ خرداد کرمانشاه دارای یک زمین دو کورته تنیس خاکی روباز و هشت کورت زمین تنیس خاکی است که شش کورت آن به مردان و دو کورت به زنان اختصاص دارد. این بخش از مجموعۀ ۱۵ خرداد در ۳ آبان ۱۴۰۱ افتتاح شد.

## اسکواش
در مجموعۀ ورزشی ۱۵ خرداد کرمانشاه همچنین یک سالن پدل اسکواش وجود دارد که دارای دو کورت است. این سالن در ۳ آبان ۱۴۰۱ افتتاح شد.

## بخش‌های دیگر مجموعه
از سال ۱۳۹۹ کار ساخت تأسیسات مربوط به ۸ رشتۀ ورزشی دیگر در مجموعۀ ورزشی پانزده خرداد کرمانشاه آغاز شده‌است. این تأسیسات مربوط به پیست قایقرانی کانوپولو، زمین ساحلی، پیست دوچرخه‌سواری، پیست گلف، سالن چهارکورته اسکواش، پدل و تنیس خاکی هستند که سالن اسکواش پدل و زمین‌های تنیس خاکی در ۳ آبان ۱۴۰۱ افتتاح شدند.
زمین ساحلی در حال ساخت در مجموعه به مساحت ۲۵ در ۳۵ متر برای همۀ رشته‌های ساحلی قابل استفاده خواهد بود. زمین گلف مجموعه با مساحتی نزدیک به ۲ هزار متر مربع در دست ساخت است. علاوه بر یک زمین مینی‌گلف ۱۸ میدانه، سایر رشته‌های زیرمجموعۀ گلف مانند کروکت، وودبال و زمین ضربات کوتاه‌برد گلف نیز در این بخش از مجموعه ساخته می‌شود. سالن چهارکورته اسکواش نیز با مساحت ۸۰۰ متر مربع در این مجموعه در حال ساخت است.
یک پیست دوچرخه‌سواری «بی.ام.ایکس ریس» در مجموعۀ ورزشی ۱۵ خرداد کرمانشاه در حال ساخت است که برای رشته‌های «بی.ام.ایکس ریس»، کراس کانتری و کوهستان قابل استفاده است. این پیست اولین پیست «بی.ام.ایسک ریس» در ایران و اولین پیست دوچرخه‌سواری در استان کرمانشاه به شمار می‌آید. در شهریور ۱۴۰۰ اعلام شد که ساخت پیست دوچرخه‌سواری در مرحلۀ جانمایی و تهیۀ نقشه است. در ۲۸ تیر ۱۴۰۲ اعلام شد که عملیات خاکریزی این پروژه به اتمام رسیده و تنها روکش آسفالت آن باقی مانده است و این پروژه درمجموع حدود ۹۵ درصد پیشرفت فیزیکی داشته و تا پایان تابستان به صورت کامل به اتمام می‌رسد.
ساخت پیست قایقرانی کانوپولو که در مساحت ۴۰ در ۵۰ متر ساخته می‌شود و دارای سکوی تماشاگران نیز هست، اوایل ۱۴۰۰ آغاز شد و تا شهریور ۱۴۰۰ با انجام پی‌کنی و حفر استخر، زیرسازی و سنگ‌چینی به میزان ۳۰ درصد پیشرفت داشت. در فروردین ۱۴۰۲ اعلام شد که ساخت این پیست ۶۰ درصد پیشرفت داشته، اما از شهریور ۱۴۰۱ به دلیل عدم تخصیص اعتبار متوقف مانده‌است.
ساخت آکادمی گلف کرمانشاه در مجموعۀ ورزشی ۱۵ خرداد از سال ۱۴۰۰ آغاز شده‌است. این پروژه شامل یک زمین ۱۸ میدانۀ مینی‌گلف و فضایی برای چهار رشتۀ رنج‌گلف، وودبال، بهکاپ و کروکت است. میزان پیشرفت این پروژه تا سال ۱۴۰۲، ۵۰ درصد شامل زیرسازی، تسطیح خاک و محوطه‌سازی اعلام شد. در آبان ۱۴۰۳ مدیرکل ورزش و جوانان استان کرمانشاه اعتبار تخصیص‌یافته برای تکمیل این پروژه را یک میلیارد تومان اعلام کرد.